# Synegia plumbea
Synegia plumbea är en fjärilsart som beskrevs av W. Warren 1906. Synegia plumbea ingår i släktet Synegia och familjen mätare. Inga underarter finns listade i Catalogue of Life.